# Elodina walkeri
Elodina walkeri – gatunek motyla z rodziny bielinkowatych i podrodziny Pierinae.

## Taksonomia
Gatunek ten opisany został po raz pierwszy w 1898 roku przez Arthura Gardinera Butlera na łamach „Cistula Entomologica”. Jako miejsce typowe wskazano Port Darwin w Australii. W tej samej publikacji, acz dalej, Butler opisał Elodina baudiniana, jako miejsce typowe wskazując Baudin Island, którego później zsynonimizowano z omawianym taksonem. W 1914 roku ranga obniżona mu została do podgatunku w obrębie Elodina perdita przez Gustavusa Athola Waterhouse’a i George’a Lyella. W 1993 roku Murdoch De Baar i David Hancock przywrócili mu rangę osobnego gatunku.

## Morfologia
Samice osiągają od 16 do 24 mm, a samce od 13 do 24 mm długości przedniego skrzydła. Wierzch skrzydła przedniego jest perłowobiały z zaciemnioną nasadą i krawędzią kostalną oraz czarną plamą wierzchołkową, zwykle o równomiernie zaokrąglonej, pozbawionej wypustki krawędzi wewnętrznej, nieprzeciągniętą wzdłuż pierwszej i drugiej gałęzi żyłki kubitalnej przedniej. Spód skrzydła przedniego jest perłowobiały z zażółconą nasadą i jasnoszarą plamą wierzchołkową. Skrzydło tylne jest z obu stron perłowobiałe, w sezonie suchym ma na spodzie szare plamki zaśrodkowe. Genitalia samca mają mniej wydatny unkus i krótszą wezykę niż u E. tongura, osiągającą tylko połowę długości edeagusa.

## Ekologia i występowanie
Owad endemiczny dla Australii, znany z północno-wschodniej Australii Zachodniej, północnego Terytorium Północnego i północnego Queenslandu. Wzdłuż północnych wybrzeży Australii rozmieszczony jest od rejonu na północ od Derby do Caims w Queenslandzie. Zamieszkuje także wyspy: Baudin Island, Osbourne Island, Cornellie Island, Rocky Island i Two Isles.
Zasiedla skrub, prześwietlone lasy i suche pobrzeża lasów monsunowych; osobniki dorosłe czasem zalatują do nadbrzeżnych lasów deszczowych. Przypuszczalnie na świat przychodzi kilka pokoleń w ciągu roku. Postacie dorosłe aktywne są przez cały rok. W terenie otwartym latają nisko, do metra wysokości nad poziomem gruntu, w terenie z obfitym podszytem wznoszą się wyżej. Żerują na nektarze. Samce niechętnie przysiadają, większość dnia spędzając na patrolowaniu. Gąsienice są fitofagami żerującymi na kaparach z gatunku C. sepiaria.